# Bellevue (Illinois)
Bellevue es una villa ubicada en el condado de Peoria en el estado estadounidense de Illinois. En el Censo de 2010 tenía una población de 1978 habitantes y una densidad poblacional de 367,17 personas por km².

## Geografía
Bellevue se encuentra ubicada en las coordenadas 40°41′17″N 89°40′24″O / 40.68806, -89.67333. Según la Oficina del Censo de los Estados Unidos, Bellevue tiene una superficie total de 5.39 km², de la cual 5.39 km² corresponden a tierra firme y (0%) 0 km² es agua.

## Demografía
Según el censo de 2010, había 1978 personas residiendo en Bellevue. La densidad de población era de 367,17 hab./km². De los 1978 habitantes, Bellevue estaba compuesto por el 95.5% blancos, el 1.01% eran afroamericanos, el 0.56% eran amerindios, el 0.81% eran asiáticos, el 0% eran isleños del Pacífico, el 0.2% eran de otras razas y el 1.92% pertenecían a dos o más razas. Del total de la población el 2.17% eran hispanos o latinos de cualquier raza.